# José de Azeredo Santos

José de Azeredo Santos (Nova Lima, MG, 9 de maio de 1907 – São Paulo, SP, 10 de julho de 1973) foi jornalista e escritor católico, polemista, professor universitário, engenheiro. Foi um dos sócios-fundadores da Sociedade Brasileira de Defesa da Tradição, Família e Propriedade, quando Plinio Corrêa de Oliveira a constituiu em 1960 .

## Jornalista e polemista
Participou ativamente do núcleo de intelectuais que, liderados por Plinio Corrêa de Oliveira, combateu com energia o nazismo e o fascismo e, no plano religioso, polemizou com o liturgicismo e o progressismo da esquerda católica nascente, que mais tarde daria origem à Teologia da libertação.

Colaborou nas Vozes de Petrópolis , no O Legionário  – órgão oficioso da Arquidiocese de São Paulo - e no jornal Catolicismo entre outros.

Além de seu próprio nome, usava os pseudônimos Cunha Alvarenga e C.A.de Araújo Viana, em seus quase 300 artigos, comentários e notas nos 23 anos de atuação no movimento católico.

Alcançou extraordinária repercussão seu artigo intitulado “O rolo compressor totalitário e a responsabilidade dos católicos” publicado em 1950 nas Vozes de Petrópolis e transcrito depois na Revista Eclesiástica Brasileira .

Frequentou o Centro Dom Vital, do qual foi secretário , e onde conheceu na intimidade Alceu Amoroso Lima, mais conhecido pelo seu pseudônimo Tristão de Athayde, cujos desvios doutrinários posteriormente combateria . A este se soma a denúncia corajosa dos erros do maritainismo (de Jacques Maritain), no plano teológico, filosófico e político-social .
  
Sob D. José Gaspar de Affonseca e Silva integrou a direção do setor de engenheiros e médicos da Ação Católica Brasileira, tendo polemizado contra os erros aí infiltrados .

Abordou temas como: a arte moderna, a gnose, o satanismo e o ocultismo, o estatismo, o dirigismo e o tecnicismo, socialismo e comunismo entre outros.

## Catedrático
Lecionou na Pontifícia Universidade Católica de São Paulo as cátedras de Ética Profissional, Noções de Sociologia aplicadas à Economia, História das Doutrinas Econômicas e Estudos Comparados dos Sistemas Econômicos.
Formado em engenharia civil pela Escola Politécnica da Universidade Federal do Rio de Janeiro, ocupou cargos de confiança na The Rio de Janeiro Tramway, Light & Power e posteriormente na mesma companhia em São Paulo.

## Posteridade
Uma rua do bairro Vila Carbone, na zona norte da cidade de São Paulo, leva o nome “Engenheiro José de Azeredo Santos” .